# Pierre-Édouard Brou
Pour les articles homonymes, voir Brou (homonymie).
Pierre-Édouard Brou, né le 21 novembre 1786 à Versailles et mort le 24 février 1862 à Lorient, est un officier de marine et administrateur colonial français.

## Biographie
Entré dans la marine sous le Premier Empire, il est promu lieutenant de vaisseau en 1812 et passe capitaine de frégate en 1825. 
Commandant de la station de Terre-Neuve et de l'établissement de Saint-Pierre-et-Miquelon de 1825 à 1828, il est promu capitaine de vaisseau le 31 décembre 1828.
Il succède ensuite à Jean Jubelin aux fonctions de gouverneur de la colonie du Sénégal de mai 1829 à mai 1831. Durant ce mandat, il dirige une expédition contre le Serigne Koki Ndiaga Isse Dièye Diop et son lieutenant Dillé Fatim Thiam Diombass qui soulevaient le pays Walo. Ayant écrasé les troupes rebelles et capturé Dillé Fatim Thiam le 10 mars 1830 au combat du village de M'Bilor, il livre son prisonnier aux chefs coutumiers de la région qui le mettent à mort.
Le commandant Brou est ensuite chargé du commandement de la station des côtes d'Afrique avec pour mission de réprimer la traite des noirs et la piraterie, selon les instructions qui lui sont délivrées le 14 septembre 1831.
De retour en métropole, il occupe le poste de major de la Marine au port de Lorient jusqu'à sa mise à la retraite. Il y exerce les fonctions de préfet maritime par intérim d'octobre 1846 à mars 1847.
Pierre-Édouard Brou était commandeur de la Légion d'honneur et chevalier de l'ordre de Saint-Louis.

### Sources
- Annales maritimes et coloniales.
- Marcel Chailley, Histoire de l'Afrique occidentale, 1638-1959, Berger-Levrault, 1968, p.181-186.